# Glomus intraradices
Glomus intraradices é uma espécie de fungo formador de micorrizas arbusculares usado como inoculante do solo em agricultura e horticultura. A espécie é também considerada importante em silvicultura, mas não tem valor comercial no mercado dos cogumelos comestíves e medicinais.

## Descrição
Glomus intraradices é um fungo indutor da formação de micorrizas, formando predominantemente micorrizas arbusculares em que o fungo penetranas células da planta hospedeiro (endomicorrizas). As hifas são de secção cilíndrica ou legeiramente oblonga, com 11 a 18 μm de secção máxima.
Os fungos Glomeromycota não produzem estruturas frutificantes a olho nu, como os Basidiomycota ou Ascomycota. Os esporos são irregulares, elípticos, com 40 a 140 μm de diâmetro, com coloração branca, creme ou amarelo-acastanhado Durante a germinação, hifas desenvolvem-se a partir do esporo, alongando-se até atingir uma raiz da planta hospedeiro.
A populações de Glomus intraradices atingem picos de densidade mais cedo do que a amoria dos outros fungos do género Glomus, tendendo a criar uma extensa rede de hifas e uma intensa formação de esporos intrarradiculares associados às raízes mais velhas das plantas hospedeiro. A densidade de distribuição dos esporos depende da espécie hospedeiro. Quando os esporos estão densamente agrupados, é fácil confundir G. intraradices com G. fasciculatum.
Glomus intraradices pode ser encontrado em quase todos os tipos de solo, estando presente quando existam plantas hospedeiras, entre as quais se incluem a maioria das plantas herbáceas mais comuns e a generalidade das essências florestais. Geralmente o hospedeiro é uma planta vascular, mas existem excepções, nomeadamente entre os pteridófitos.
A maioria da plantas cultivadas beneficiam da presença deste fungo no solo, pelo que a maioria das cultura beneficia da inoculação do solo com G. intraradices. Para as seguintes culturas foram realizados estudos que comprovam esses efeitos: 
- Cebola — Allium cepa [4]
- Acácia — Acacia holosericea[5]
- Linho — Linum usitatissimum [6]
- Feijão-frade — Vigna unguiculata [7]
- Tomateiro — Lycopersicon esculentum [8]
- Albaide — Anthyllis cytisoides [9]

Diversos estudos demonstraram que a presença de G. intraradices aumenta a absorção de fósforo e diversas plantas e melhora as condições de agregação do solo devido à acção das suas hifas. Essas características fazem deste fungo um constituinte frequentemente usado em fertilizantes baseados na acção das micorrizas.
Um estudo recente demonstrou que Glomus intraradices gera micorrizas arbusculares que são capazes de controlar em separado a absorção de nutrientes de cada hifa em função dos diferentes níveis de fósforo no solo circundante.
Glomus  intraradices tem sido usado em estudos que visam determinar os efeitos dos fungos formadores de micorrizas arbusculares nas plantas e no solo.
Apesar dos danos causados pela aplicação de agroquímicos e pela lavra dos solos, as populações de Glomus intraradices permanecem não ameaçadas.